# 이와촌 (가나가와현)
이와촌(일본어: 岩村)은 일본 가나가와현 아시가라시모군에 존재했던 촌이다. 마나즈루정의 북부의 대부분을 차지하고 있으며, 현재의 마나즈루정 이와지역에 해당한다.

## 역사
- 1889년 4월 1일 - 정촌제 시행에 의해 이와촌이 마나즈루촌 비지를 추가하여 단독으로 촌제를 시행하였다. 단, 본촌의 비지는 마나즈루촌에 편입. 마나즈루촌, 후쿠우라촌와의 정촌조합이 성립해 마나즈루촌 외 2개 촌사무소를 마나즈루촌에 설치되었다.
- 1927년 10월 1일 - 마나즈루촌이 정으로 승격해 마나즈루정이 되었다.
- 1956년 9월 30일 - 마나즈루정과 합병해, 새로운 마나즈루정이 성립하여, 동일 이와촌은 폐지되었다.

## 교통

### 철도노선
일본국유철도 (현 동일본 여객철도) 도카이도 본선이 촌을 통과하고 있다. 도카이도 본선 개통 이전에는 1896년~1923년에 걸쳐 주소인차철도 철도(훗날 아타미 철도)가 존재했으며, 마나즈루정 이와지구에 '나가사카', '오조바', '이와촌'의 세 역이 설치되어 있었다. 관동대지진 이후 폐선되어 현재는 당시 선로 부근이 가나가와현 도로 740호 오다와라유가와라선이 되어 마쓰루초 커뮤니티 버스가 운행하고 있다.

## 참고 문헌
- 角川日本地名大辞典編纂委員会,『角川日本地名大辞典 神奈川県』1984, 角川書店